# Sketchometry
Sketchometry (Eigenschreibweise sketchometry, Kofferwort aus sketch (skizzieren) und geometry (Geometrie)) ist eine Dynamische-Geometrie-Software (DGS), die in JavaScript entwickelt worden ist. Sie wird seit den Jahren 2011/2012 von der Forschungsstelle für mobiles Lernen mit digitalen Medien an der Universität Bayreuth entwickelt, unter der Leitung von Peter Baptist, Alfred Wassermann und Carsten Miller. Sketchometry sieht sich als ein Nachfolger von Geonext, Geonext-Dateien können bearbeitet werden. Im Jahr 2024 wurde Sketchometry 2 veröffentlicht, das von Andreas Walter vollkommen neu programmiert wurde und neben einer reorganisierten Oberfläche auch weitere Funktionalitäten besitzt.
Mit Sketchometry können auf dem PC, Smartphone oder Tablet Konstruktionen mit der Maus oder dem Finger gezeichnet werden. Die Software wandelt die Skizzen in geometrische Konstruktionen um, die der Benutzer anschließend verändern und bewegen kann.
Sketchometry ist kostenlos und kann sowohl in der Schule als auch privat frei verwendet werden. Sie wird von nahezu jedem Browser unterstützt.